# Ціанід магнію
Ціанід магнію — хімічна сполука з формулою Mg(CN)2. Це токсична біла тверда речовина. На відміну від ізоціаніду кальцію, ціанідні ліганди віддають перевагу координації на вуглеці з бар'єром ізомеризації 0,3 ккал/моль. Коли ця сіль нагрівається до 500 °C, вона розкладається на нітрид магнію.

## Виготовлення
Перша спроба отримати ціанід магнію була зроблена в 1924 році. Вона робилась шляхом взаємодії розчину ціаністого водню у воді з металевим магнієм:
HCN + Mg → Mg(CN)2 + H2
Однак ціаніду магнію не спостерігалося, утворився лише гідроксид магнію. Щоб уникнути цієї проблеми, замість води як реакційного середовища стали використовувати чистий аміак при -30 °C. При цьому утворювався амоніат ціаніду магнію, який, у свою чергу, нагрівали до 180 °C для отримання ціаніду магнію. Можливі й інші методи, такі як розкладання фериціаніду магнію в електричній вугільній трубці, що утворює карбід заліза як побічний продукт.

## Комплекси
Ціанід магнію реагує з нітратом срібла з утворенням MgAg2(CN)4. Коли ця сполука нагрівається, вона утворює ціаністий водень і гідроксид магнію в присутності води, тому її не можна використовувати для виробництва ціаніду магнію. Коли нітрат срібла реагує з ціанідом магнію, він утворює інший ціанід комплекс, MgAg(CN)3.

## В природі
Ціанід магнію MgCN та ізоціанід магнію MgNC були спектроскопічними методами виявлені в міжзоряному середовищі.